# 涅扎梅特內島 (阿爾漢格爾斯克州)
涅扎梅特內島是俄羅斯的島嶼，屬於法蘭士約瑟夫地群島的一部分，位於喬治地島以東3.5公里的大西洋，由阿爾漢格爾斯克州負責管轄，長0.6公里。